# Chaetophorura arctica
Chaetophorura arctica är en urinsektsart som först beskrevs av Einar Wahlgren 1900.  Chaetophorura arctica ingår i släktet Chaetophorura, och familjen blekhoppstjärtar. Arten är reproducerande i Sverige.